# Craibia lujai
Craibia lujai är en ärtväxtart som beskrevs av De Wild.. Craibia lujai ingår i släktet Craibia, och familjen ärtväxter. Inga underarter finns listade i Catalogue of Life.